# Saotis albionis
Saotis albionis är en stekelart som beskrevs av Dmitriy R. Kasparyan 2007. Saotis albionis ingår i släktet Saotis och familjen brokparasitsteklar. Inga underarter finns listade i Catalogue of Life.